# Prostens barnbarn
Prostens barnbarn är en barnbok skriven av författaren Eva Bexell, med illustrationer av Karin Stjernholm Raeder. Den utgavs första gången år 1976 på Bonniers förlag. Samma år sändes även boken som barnprogram i Sveriges Radio i en uppläsning av Margaretha Krook. Handlingen kretsar kring syskonen Carl och Anton och en sommar som de tillbringar med sin mormor och morfar i morföräldrarnas hem i Borgholm på Öland.
Boken ingår i en trilogi med uppföljarna Kalabalik hos morfar prosten och Opp och hoppa, morfar prosten. Den finns översatt till flera nordiska språk, engelska och japanska.

## Handling
Carl och Anton är sju respektive fem år och till vardags bosatta i Stockholms innerstad. Deras mamma och mormor har dock bestämt att de ska tillbringa några sommarveckor tillsammans med sin mormor och morfar i parets idylliska hem i Borgholm på Öland. Morfadern är Prost emeritus i Borgholm och vad många skulle kalla en surgubbe som inte är överförtjust i att ha två stökiga barn i hemmet hela sommaren. Mormodern Prostinnan är dock en snäll och rar person som, tack vare sin goda hand med maken, nästan alltid lyckas få som hon vill, vilket också är anledningen till att barnbarnen ska komma att bo hos dem. Huvudpersonen i berättelsen är Anton som är fem år och mycket bestämd. Han har också stor social förmåga och en förmåga att charma alla han möter, utom Prosten. Det är främst Antons strapatser och företag som man får följa i berättelsen, bland annat får man vara med om när Anton får ett stort sår i fingret av konservöppnaren, leker kurragömma i moraklockan och har lekstund med nykokta kräftor i badrummet.

## Bakgrund
Författaren Eva Bexell har delvis baserat bokserien om Morfar Prosten på sin egen barndom, då hon själv är uppvuxen i Borgholms prästgård. Karaktären Prosten är inspirerad av de talrika präster som besökte familjen under den tiden, medan huvudpersonen Anton är baserad på hennes egen bror.